# Babatag
Der Babatag (russisch Бабатаг; usbekisch Bobotogʻ) ist ein Gebirgszug in Tadschikistan und Usbekistan (Zentralasien).
Der Babatag erstreckt sich über eine Länge von 125 km in Nord-Süd-Richtung. Es verläuft zwischen den Flusstälern von Kofarnihon im Osten und Surxondaryo im Westen. Der südliche Teil des Hauptkamms liegt auf der Staatsgrenze, während der Mittelteil in Usbekistan und der Nordteil in Tadschikistan liegt. Nördlich des Babatag erstreckt sich das Hissargebirge. Höchste Erhebung des Babatag ist der in Usbekistan gelegene Berg Zarkosa mit 2292 m.
Das Gebirge besteht aus Kalkstein.
An den Berghängen herrscht semiarides Klima vor. Es wächst xerophile Gebirgsvegetation. Vereinzelt kommen Pistazienwälder vor. Das Gebirge bildet den Lebensraum der Schraubenziege, welche sonst nur noch im Kugitangtau und in der Darwaskette anzutreffen ist.